# Xã Jefferson, Quận Shelby, Missouri
Xã Jefferson (tiếng Anh: Jefferson Township) là một xã thuộc quận Shelby, tiểu bang Missouri, Hoa Kỳ. Năm 2010, dân số của xã này là 279 người.